# Polyalthia longipes
Polyalthia longipes este o specie de plante din genul Polyalthia, familia Annonaceae. A fost descrisă pentru prima dată de Friedrich Anton Wilhelm Miquel, și a primit numele actual de la Sijfert Hendrik Koorders och Theodoric Valeton. Conform Catalogue of Life specia Polyalthia longipes nu are subspecii cunoscute.